# Ластівка (теплохід)
Ла́стівка (рос. Ласточка) — єдиний у 1,5-мільйонному Харкові прогулянковий теплохід в новітній період його історії. У 1996—2005 роках здійснював прогулянкові рейси харківськими річками Лопань і Харків.
Вдень 1 квітня 2005 року за нез'ясованих обставин згорів.

## Історія теплохода
Теплохід «Ластівка» було побудовано у 1975 році на Московському судноремонтному заводі, СРСР. Попередня назва судна — «Павлик Морозов» (порт приписки Дніпропетровськ). До переїзду в Харків теплохід близько двадцяти років борознив води Дніпра.
1996 року зусиллями Олександра Євгеновича Сазонова «Павлика Морозова», що знаходився у плачевному стані, було на 30-метровій спеціальній платформі перевезено з Дніпропетровська до Харкова. Роботи з відновлення і переобладнання велися на річці Харків за Чигиринським (Горбатим) мостом.

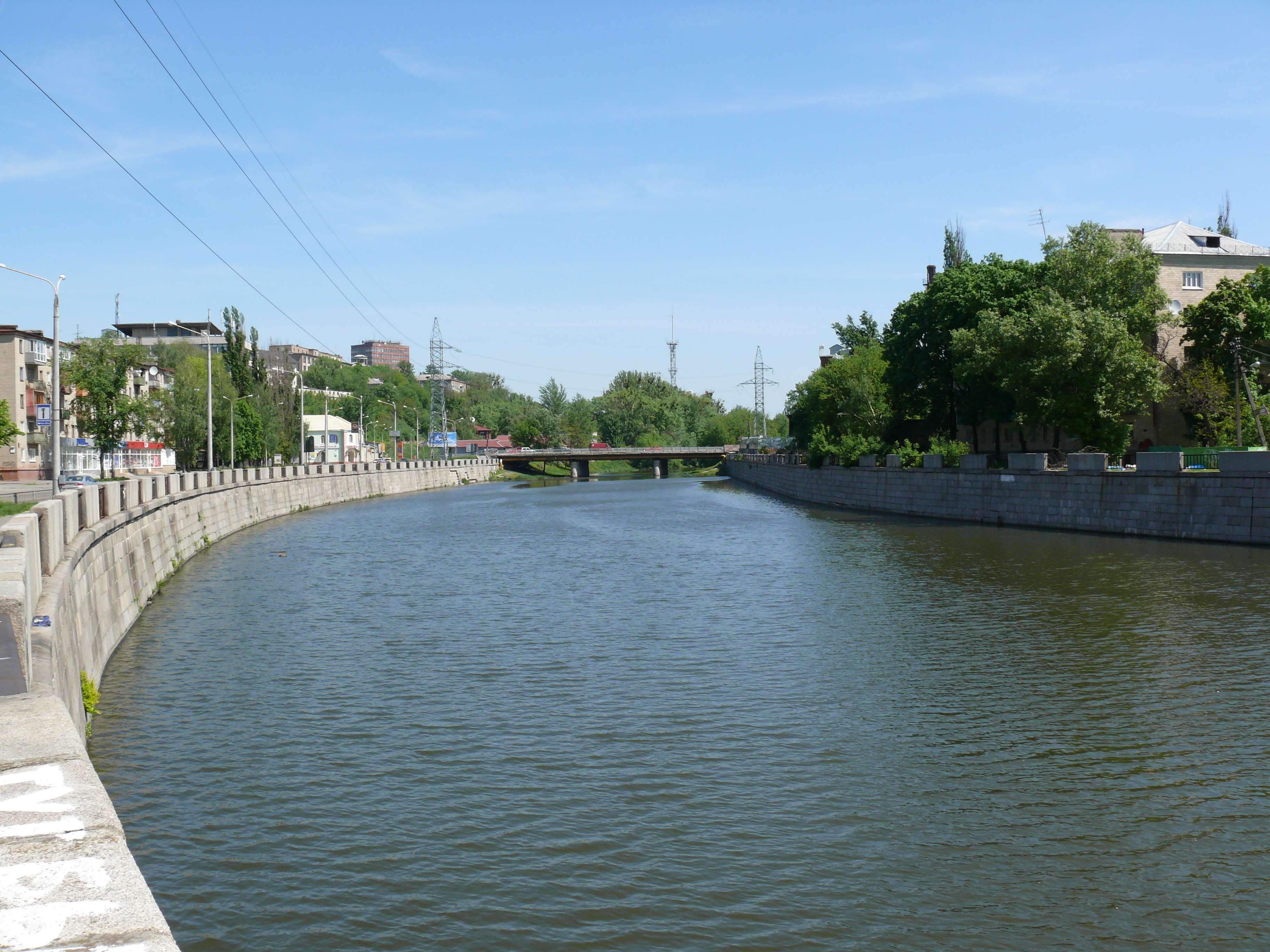
Набережна між Чигиринським (попереду) і Харківським мостом (позаду)

Через місяці напруженої праці відремонтований і переобладнаний теплохід було проведено під мостами униз спущеною річкою Харків, у том числі, під підвісним мостом, і він зайняв своє місце біля пристані на Сергіївському майдані.
Ось що говорить сам О. Сазонов про проведені «переробки»: «У нашого корабля (коли ми все повністю розібрали) осадка була 17-20 см. Ми викинули двигун на 1000 кінських сил і поставили на 60 — цього вистачало».

Постійне місце стоянки «Ластівки»

Від пристані теплохід доходив до Благовіщенського собору, розвертався біля Бурсацького мосту і вже звідти по центру річки рухався до місця злиття Лопані і Харкова. Повернувши праворуч, він йшов до Гончарівської греблі, там розвертався і вертався. Усього довжина його маршруту складала п'ять кілометрів (туди і назад). Інші місця річки для «Ластівки» були непрохідні. Однією з перешкод був підвісний міст біля цирку. Спочатку планували його прибрати чи підняти на 1,5 метра. У такому випадку теплохід зміг би подовжити свій шлях до Харківського мосту. Але перешкоду так і не подолали. А проте, відома спроба подовження маршруту до Палацу водних видів спорту, що на північ за Бурсацьким мостом.

## Пожежа
Майже десятиріччя «Ластівка» починала 1 травня харківську навігацію. А 1 квітня 2005 року у результаті пожежі теплохід практично повністю згорів, однак, можливість його відбудови все ж таки зберігалась. Новий власник, фірма «Еталон», вирішила інакше: «Ластівку» було вивезено, а разом з цим місто втратило свій судноплавний статус. Подальша доля судна до кінця не зрозуміла. За одними даними, «Ластівку» було відбудовано і зараз вона служить як плавучий дім на Печенізькому водосховищі, за іншими — вона вирушила іржавіти на сортування, за третіми — її продано на металолом.

## Значення
З 50-х років XX століття річки Харкова лишалися несудноплавними. З появою т/х «Ластівка» уперше в новітній історії міста, хоч і на нетривалий час, але все ж таки став судноплавним.

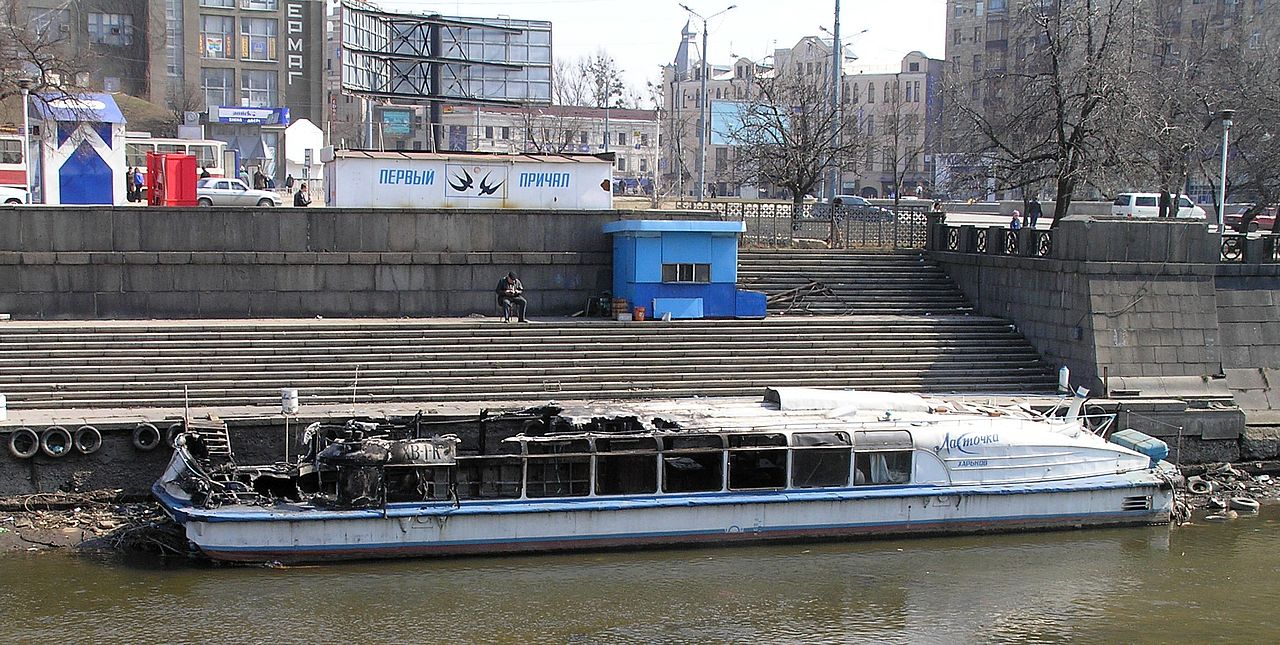
Т/х «Ластівка», що згорів, квітень 2005 року

Однак важливішою практична значущість «Ластівки». Річки Харкова значно очистилися за час курсування теплохода, прийшла риба, з'явилися ондатри та чайки. Рибнагляд перелік давав, люди щук ловили. Зник сморідний запах на набережних, викликаний застоєм води в річках, а також минула небезпека підтоплення ближніх до річки будинків. Русло річки поглибилося до трьох метрів.
У наш час знову загострилася проблема мілко- й маловоддя харківських річок, яку варто вирішувати не механічним прочищенням русла, що з часом все одно засмічується, а поновленням судноплавства.
Час від часу міська влада заводить розмови про пуск нового річкового трамвайчика.